# Icerya
Genre
Icerya est un genre d'insectes hémiptères, des cochenilles de la famille des Margarodidae.  

## Liste d'espèces
Selon ITIS :
- Icerya montserratensis R. & H.
- Icerya purchasi Maskell, 1878

Selon [réf. nécessaire] :
- Icerya aegyptiaca (Douglas, 1890).
- Icerya albolutea Cockerell, 1898.
- Icerya bimaculata De Lotto, 1959.
- Icerya brachystegiae Hall, 1940.
- Icerya brasiliensis Hempel, 1920.
- Icerya callitri (Froggatt, 1921).
- Icerya chilensis Hempel, 1920.
- Icerya colimensis Cockerell, 1902.
- Icerya flava Hempel, 1920.
- Icerya flocculosa Hempel, 1932.
- Icerya formicarum Newstead, 1897.
- Icerya genistae Hempel, 1912.
- Icerya hanoiensis Jashenko & Danzig, 1992.
- Icerya imperatae Rao, 1951.
- Icerya insulans Hempel, 1923.
- Icerya koebelei Maskell, 1892.
- Icerya leuderwaldti Hempel, 1918.
- Icerya littoralis mimosae Cockerell, 1902.
- Icerya littoralis tonilensis Cockerell, 1902.
- Icerya littoralis Cockerell, 1898.
- Icerya longisetosa Newstead, 1911.
- Icerya maxima Newstead, 1915.
- Icerya maynei Vayssiere, 1926.
- Icerya menoni Rao, 1951.
- Icerya minima Morrison, 1919.
- Icerya minor Green, 1908.
- Icerya montserratensis Riley & Howard, 1890.
- Icerya morrisoni Rao, 1951.
- Icerya nigroareolata Newstead, 1917.
- Icerya palmeri Riley & Howard, 1890.
- Icerya paulista Hempel, 1920.
- Icerya pilosa Green, 1896.
- Icerya pulchra (Leonardi, 1907).
- Icerya purchasi citriperda Hempel, 1920.
- Icerya purchasi crawii Cockerell, 1897.
- Icerya purchasi maskelli Cockerell, 1897.
- Icerya purchasi Maskell, 1878 — cochenille australienne.
- Icerya rileyi Cockerell, 1896.
- Icerya schoutedeni Vayssiere, 1926.
- Icerya schrottkyi Hempel, 1900.
- Icerya seychellarum (Westwood, 1855).
- Icerya seychellarum cristata Newstead, 1909.
- Icerya similis Morrison, 1923.
- Icerya splendida Lindinger, 1913.
- Icerya subandina Leonardi, 1911.
- Icerya sulfurea pattersoni Newstead, 1917.
- Icerya sulfurea Lindinger, 1913.
- Icerya sumatrana Rao, 1951.
- Icerya taunayi Hempel, 1920.
- Icerya travancorensis Rao, 1951.
- Icerya tremae Vayssiere, 1926.
- Icerya zeteki Cockerell, 1914.
- Icerya zimmermani Green, 1932.

auquel il faut peut-être ajouter:
- Icerya seychellarum